# Tibau do Sul
Tibau do Sul là một đô thị thuộc bang Rio Grande do Norte, Brasil. Đô thị này có diện tích 101,793 km², dân số năm 2007 là 9068 người, mật độ 89,1 người/km².